# Казалфјуманезе
Казалфјуманезе (итал. Casalfiumanese) је насеље у Италији у округу Болоња, региону Емилија-Ромања.
Према процени из 2011. у насељу је живело 1861 становника. Насеље се налази на надморској висини од 88 м.

## Становништво
| 1951. | 1961. | 1971. | 1981. | 1991. | 2001. | 2011. |
| ----- | ----- | ----- | ----- | ----- | ----- | ----- |
| 3.975 | 3.271 | 2.342 | 2.440 | 2.587 | 2.926 | 3.461 |